# Bodil Thrugotsdatter
Bodil Thrugotsdatter (zm. 1103) – królowa Danii, córka jarla Thrugota Ulvsøna z Jutlandii i prawdopodobnie Thorgunny.
Ojciec Bodil był założycielem potężnego rodu Thrugotów i według Saxo Grammaticusa synem wikinga Galiceulfa, który dokonał podboju okolic sanktuarium w Santiago de Compostela w hiszpańskiej Galicji (według islandzkiej sagi Knýtlingesaga z ok. 1250). Być może ten fakt stał się przyczyną wyprawy na pielgrzymkę do Ziemi Świętej, na którą król Eryk I wyruszył ze swoją żoną królową Bodil (małżeństwo zostało zawarte przed 1086).
Na sejmiku w Viborgu para królewska pożegnała się ze swoimi poddanymi, jak się miało okazać, na zawsze. Eryk I i Bodil już nigdy nie ujrzeli Danii. Król zmarł w Pafos na Cyprze, królowa kontynuowała podróż i dotarła do Jerozolimy, gdzie zmarła w 1103 na Górze Oliwnej. Została pochowana w Dolinie Jozafata. Bodil była osobą bardzo religijną i wraz z mężem hojnie zaopatrzyła angielskie biskupstwo w Durham.
Bodil i Eryk I mieli syna Kanuta Lavarda. Król miał również potomstwo z nieprawego łoża. Królowa, znana ze swej dobroci, tolerowała nałożnice męża i według Saxo Grammaticusa okazywała im matczyną miłość.